# Ferrat chante Aragon
Albums de Jean Ferrat
Aimer à perdre la raison À moi l'Afrique
Ferrat chante Aragon est un album compilatoire de Jean Ferrat sorti initialement chez Barclay en 1971, qui regroupe ses mises en musiques des poèmes de Louis Aragon, puisés pour majorité dans le recueil Le Fou d'Elsa et enregistrés sur divers albums entre 1963 et 1969. Ferrat enregistre pour l'occasion « Robert le diable » (créé en disque par sa compagne Christine Sèvres en 1968 sur son album Oscar et Irma) et crée la chanson « Le Malheur d'aimer ».

## Autour de l'album
Le vinyle original ne reprend pas « Aimer à perdre la raison » et « Les Lilas », publiés sur les deux précédents albums de Jean Ferrat. Ces deux chansons sont adjointes aux rééditions CD de l'album depuis 1992.
Encensé par la critique musicale, cet album deviendra la référence du chanteur Jean Ferrat. 
En 1994, Jean Ferrat enregistre un second album consacré à des poèmes de Louis Aragon Ferrat 95.

## Titres
Textes de Louis Aragon. Musiques de Jean Ferrat.
Jean Ferrat renomme certains poèmes. Les titres et incipits originaux sont donnés entre parenthèses quand il y a lieu.
| No  | Titre                                                          | Durée |
| --- | -------------------------------------------------------------- | ----- |
| 1.  | Un jour, un jour                                               |       |
| 2.  | Le Malheur d'aimer                                             |       |
| 3.  | Les Poètes (d'après Les Poètes, 1960)                          |       |
| 4.  | Nous dormirons ensemble                                        |       |
| 5.  | C'est si peu dire que je t'aime                                |       |
| 6.  | J'entends, j'entends                                           |       |
| 7.  | Que serais-je sans toi (Prose du bonheur et d'Elsa)            |       |
| 8.  | Robert le Diable (Complainte de Robert le Diable)              |       |
| 9.  | Au bout de mon âge                                             |       |
| 10. | Heureux celui qui meurt d'aimer ( Le vrai Zadjal d'en mourir ) |       |

Titres bonus de l'édition CD :
| No  | Titre                                            | Durée |
| --- | ------------------------------------------------ | ----- |
| 11. | Les Lilas                                        |       |
| 12. | Aimer à perdre la raison (La Croix pour l’ombre) |       |

## Crédits
- Arrangements et direction musicale : Alain Goraguer
- Prise de son : Claude Achallé
- Crédits visuels : Patrick Ullmann (pochette)

## Rééditions
L'album est réédité en 1981 sous le label indépendant Temey (créé en 1968 par Gérard Meys et Jean Ferrat) ; il propose les titres à l'identique de la version originale mais dans leurs versions réenregistrées par Jean Ferrat en 1979-1980 (comme la quasi-intégralité des chansons enregistrées précédemment sous les labels Decca et Barclay), avec des nouvelles orchestrations d'Alain Goraguer.
Pour le passage sur support CD en 1992, l'album ajoute deux titres enregistrés en 1970 et 1971.
En 2020, Universal réédite l'album en vinyle avec un nouveau mixage stéréo.